# Vikulovsky (huyện)
Huyện Vikulovsky (tiếng Nga: Ви́куловский райо́н) là một huyện hành chính tự quản (raion), của Tỉnh Tyumen, Nga. Huyện có diện tích 5804 kilômét vuông, dân số thời điểm ngày 1 tháng 1 năm 2000 là 20100 người. Trung tâm của huyện đóng ở Vikulovo.